# 예진원
예진원(芮眞元, 1999년 3월 16일 ~ )은 KBO 리그 KIA 타이거즈의 외야수이다.

## 아마추어 시절
경남고등학교에 입학했을 때부터 주전 외야수를 맡아 활약했다. 주로 3번 타순에 기용되며 경남고등학교의 부흥기를 이끌었다.

## 넥센 히어로즈&키움 히어로즈시절
2018년 신인 드래프트에서 전체 18순위로 입단하였다. 2018년에 스프링 캠프에 참가했다. 2018년 6월 20일 두산전에서 데뷔 첫 경기를 치렀고, 대주자로 교체 출장해 타석에는 들어서지 못했다.

## 상무 야구단시절
2019년 11월 23일에 입단하였다.

## 키움 히어로즈복귀
2021년에 복귀하였다.

## 국가대표 경력
- 2017년 제 28회 세계 청소년 야구 선수권 대회

## 수상
- 2017년 제 28회 세계 청소년 야구 선수권 대회 득점상

## 출신 학교
- 양정초등학교
- 부산중학교
- 경남고등학교

## 통산 기록
| 연도 | 팀명  | 타율  | 경기 | 타수 | 득점 | 안타 | 2루타 | 3루타 | 홈런 | 루타 | 타점 | 도루 | 도실 | 볼넷 | 사구 | 삼진 | 병살 | 실책 |
| ---- | ----- | ----- | ---- | ---- | ---- | ---- | ----- | ----- | ---- | ---- | ---- | ---- | ---- | ---- | ---- | ---- | ---- | ---- |
| 2018 | 넥센  | 0.143 | 5    | 7    | 2    | 1    | 0     | 0     | 0    | 1    | 0    | 0    | 0    | 0    | 0    | 0    | 0    | 0    |
| 2019 | 키움  | 0.167 | 2    | 6    | 1    | 1    | 1     | 0     | 0    | 2    | 1    | 0    | 0    | 2    | 0    | 3    | 0    | 0    |
| 2021 | 키움  | 0.158 | 52   | 114  | 16   | 18   | 6     | 1     | 1    | 29   | 8    | 0    | 1    | 12   | 2    | 28   | 2    | 0    |
| 2022 | 키움  | 0.100 | 20   | 10   | 0    | 1    | 0     | 0     | 0    | 1    | 0    | 0    | 0    | 3    | 0    | 3    | 0    | 0    |
| 2023 | 키움  | 0.235 | 16   | 34   | 2    | 8    | 1     | 0     | 1    | 12   | 4    | 0    | 0    | 0    | 0    | 7    | 0    | 0    |
| 통산 | 5시즌 | 0.170 | 95   | 171  | 21   | 29   | 8     | 1     | 2    | 45   | 13   | 0    | 1    | 17   | 2    | 41   | 2    | 0    |